# 102 Korpus Strzelecki (ZSRR)
102 Korpus Strzelecki (ros. 102-й стрелковый корпус) – wyższy związek taktyczny Armii Czerwonej.
Jego szlak bojowy walki z wojskami III Rzeszy prowadził z rejonu Kijowa, przez Białą Cerkiew, Dubno, Radymno, Rzeszów, Nową Dębę, Kielce, Bełchatów, a zakończył się na terytorium Czech. Po wojnie 102 Korpus Strzelecki został skierowany na Kielecczyznę. Następnie rozwiązany.
W czasie walk na ziemiach polskich 102 Korpusem Piechoty dowodził gen. Iwan Puzikow. Podczas ofensywy styczniowej brał udział w bitwie o Kielce. Korpus wchodził w skład 13 Armii.

## Dowódcy korpusu
- gen. mjr Timofiej Korniejew (12.01.1944 - 22.05.1944)
- gen. mjr Iwan Puzikow[2] (23.05.1944 - 11.05.1945)[1].

## Struktura organizacyjna
Skład w styczniu 1945:
- 117 Dywizja Piechoty
- 121 Gwardyjska Dywizja Piechoty
- 172 Dywizja Piechoty[3]